# Declarație de război

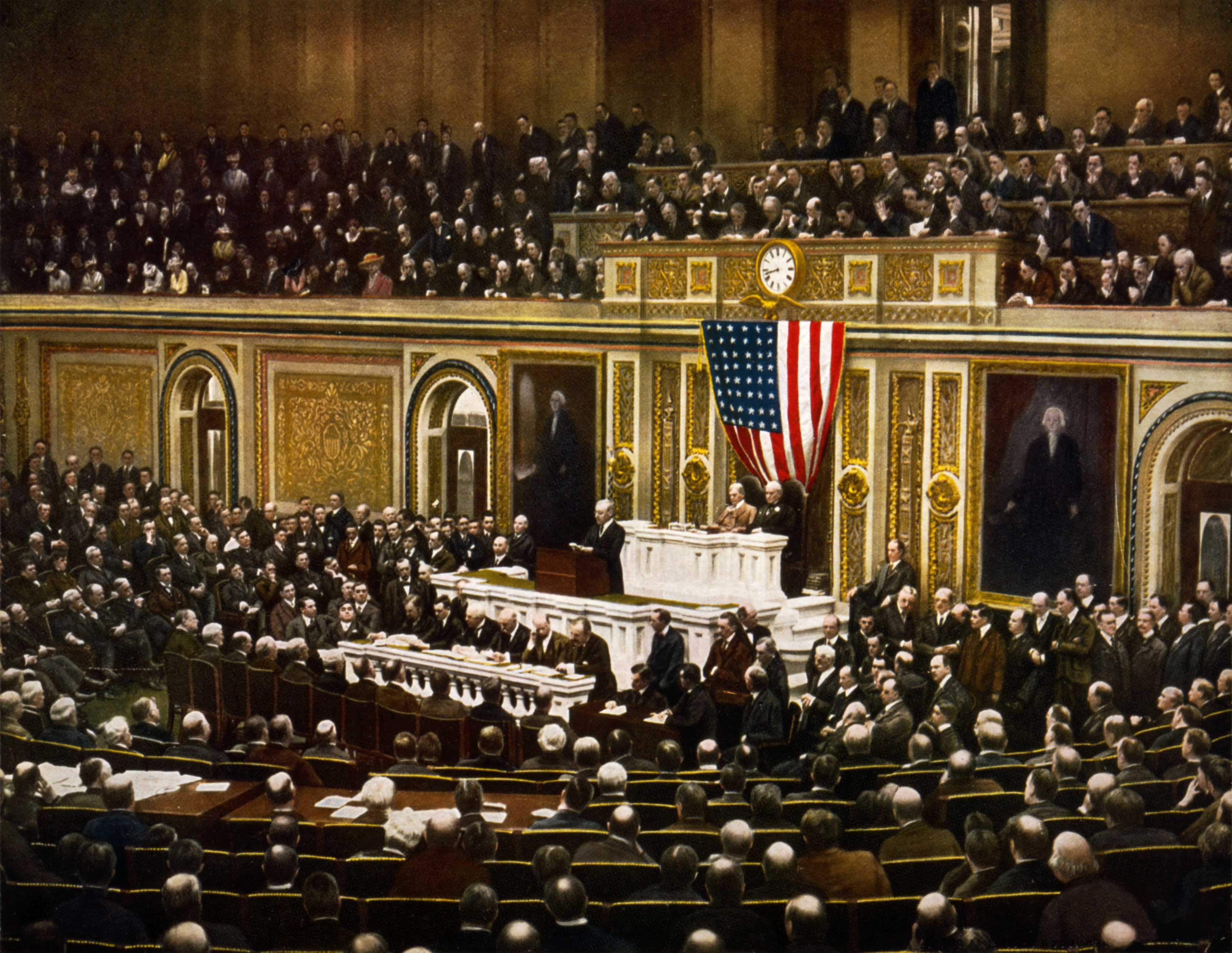
Woodrow Wilson anunță în prezența Congresului despre declarația de război Germaniei (2 aprilie 1917)

O declarație de război este o procedură juridică și diplomatică în dreptul și politica internațională, care constă într-o declarație oficială, prin care un stat anunță un altul, despre încetarea păcii între părți și trecerea la o stare de război.
În conformitate cu Convenția de la Haga din 1907, starea de război este precedată în mod necesar de un avertisment în formă de o declarație de război sau de un ultimatum rezonabil cu o declarație condiționată de război. Starea de război trebuie să fie comunicată imediat statelor neutre.

## Urmări juridice
Din momentul declarației de război, statul care a declarat război, precum și statul căruia i-a fost declarat, se află într-o stare de război, indiferent dacă acțiunile militare au început imediat sau ulterior.
Actul de declarare a războiului implică în mod automat impunerea unui număr de drepturi și obligații de către ambele părți ale conflictului. Odată cu declarația de război intră în vigoare normele Dreptului umanitar internațional.

## Istorie

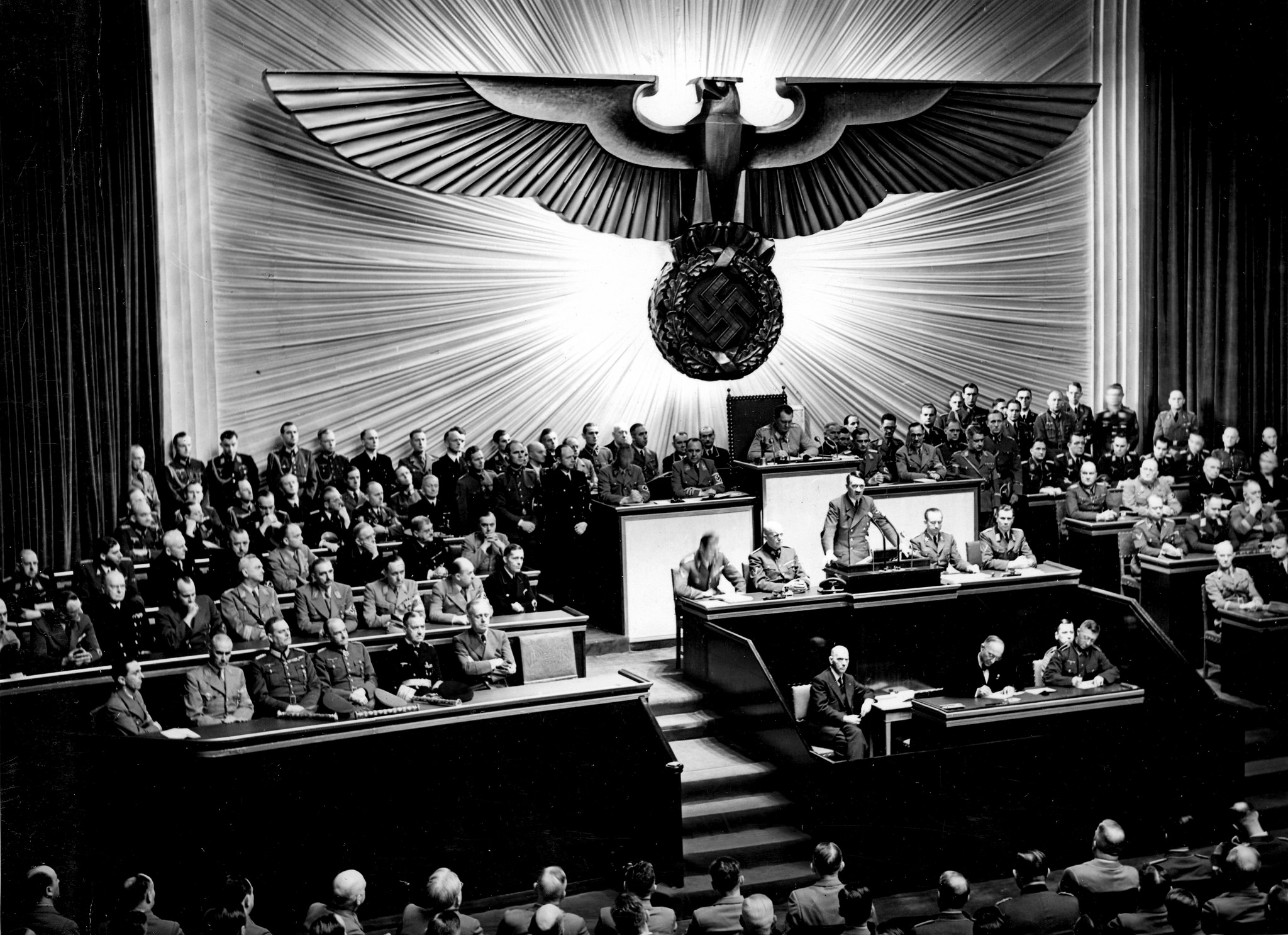
Adolf Hitler în prezența Bundestagului anunță declarația de război Statelor Unite (11 decembrie 1941)

Declarația de război în antichitate, era considerată deja un act de moralitate publică necesară. Declarațiile de război erau foarte diferite. La început, ele sunt simbolice. Atenienii antici înainte de război aruncau cu sulițe în țara inamică. Persanii cereau pământ și apă ca un semn de supunere. O solemnitate specială o avea declarația de război în Roma antică, unde ritualurile erau conduse de fețiali. În Sfântul Imperiu German, actul privind declarația de război a fost numit Absagung (Diffidatio). Potrivit opiniilor predominante ale francezilor, se considera necesar ca de la momentul declarației de război până la începerea ostilităților era necesar un termen de cel puțin 90 de zile. Mai târziu, și anume în secolul al XVII-lea, declarația de război era exprimată în formă unor manifeste, însă destul de dese erau conflictele ce începeau fără un preaviz (Războiul de Șapte Ani). Napoleon înainte de război emitea o proclamație, doar pentru trupele sale. În timpul războaielor ruso-turce, declarația de război (de obicei din partea rușilor) era precedată de o întrerupere a relațiilor diplomatice între state.

## Declarații date
România a putut declara oficial război altor state abia după declararea  (9 mai 1877) și obținerea independenței sale de stat (20 februarie 1880).
| Dată                 | Țară                       | Explicații |
| -------------------- | -------------------------- | --- |
| 29/30 aprilie, 9 mai | Imperiul Otoman            | România a fost agresată militar de către Imperiul otoman începând cu data de 26 aprilie 1877 (celebrele 130 de lovituri de tun de la Calafat), starea de război fiind constatată în Cameră la data de 29 aprilie, apoi a doua zi și în Senat, fiind confirmată la data de 9 mai 1877. |
| 27 iunie 1913        | Bulgaria                   | Dimitrie Ion Grigore Ghica, ministrul român la Sofia, a remis guvernului bulgar o notă diplomatică prin care erau prezentate motivele pentru care România a decis intrarea în război.                                                                                                 |
| 14 august 1916       | Austro-Ungaria             | Seara, ministrul român la Viena, Edgar Mavrocordat, a înmânat ministrului de externe austro-ungar declarația română de război ce intra în vigoare la orele 21. |
| 12 decembrie 1941    | Statele Unite ale Americii | România a declarat război SUA. |
| 19 decembrie 1941    | Nicaragua                  | România a răspuns declarației de război a republicii Nicaragua. |
| 24 decembrie 1941    | Haiti                      | România a răspuns declarației de război a republicii Haiti. |
| 25 august 1944       | Germania                   | Ca urmare a bombardării Bucureștiului, România a declarat război Germaniei. |
| 7 septembrie 1944    | Ungaria                    | România a răspuns declarației de război a Ungariei din aceeași zi. |

## Declarații primite
| Dată              | Țară                       | Explicații |
| ----------------- | -------------------------- | --- |
| 15 august 1916    | Imperiul German            | Germania declară război României. |
| 18 august 1916    | Imperiul Otoman            | Turcia declara război României. |
| 19 august 1916    | Bulgaria                   | Ministrul român din Sofia, Gheorghe Derussi, a primit declarația de război. |
| 13 ianuarie 1913  | U.R.S.S.                   | Consiliul Comisarilor Poporului al Republicii Sovietice Ruse a constatat starea de război între România și Rusia. |
| 23 ianuarie 1918  | Rumcerod                   | Comitetul Executiv Central al RUMCEROD s-a declarat în stare de război cu România. Această declarație de război a fost ignorată de către toți participanții (România, Puterile Centrale și Antanta), pentru că RUMCEROD nu era o entitate politică recunoscută internațional.                                                                                                 |
| 8 decembrie 1941  | Marea Britanie             | După un ultimatum adresat la data de 29 noiembrie și expirând la data de 5 decembrie, solicitând condiții imposibil de realizat, primul ministru britanic a anunțat starea de război cu România. |
| 8 decembrie 1941  | Canada                     | Dominioanele au urmat exemplul Angliei. |
| 8 decembrie 1941  | Noua Zeelandă              | Dominioanele au urmat exemplul Angliei. |
| 8 decembrie 1941  | Australia                  | Dominioanele au urmat exemplul Angliei. |
| 8 decembrie 1941  | Africa de Sud              | Dominioanele au urmat exemplul Angliei. |
| 8 decembrie 1941  | India                      | Dominioanele au urmat exemplul Angliei. |
| 16 decembrie 1941 | Cehoslovacia               | Președintele cehoslovac în exil Beneš a emis un decret prin care statul cehoslovac se punea în stare de război cu toate țările care se aflau în război cu Marea Britanie, URSS și/sau SUA, implicit și cu România.. |
| 19 decembrie 1941 | Nicaragua                  | Nicaragua a declarat război României, Ungariei și Bulgariei. |
| 24 decembrie 1941 | Haiti                      | Haiti a declarat război României, Ungariei și Bulgariei. |
| 5 iunie 1942      | Statele Unite ale Americii | Președintele Roosevelt, în calitate de șef al executivului, a declarat război României |
| 27 aprilie 1943   | Bolivia                    | Printr-o telegramă adresată la data de 27 aprilie 1943 ministrului de Externe (State Secretary) al SUA de către omologul său bolivian, prin care se cerea primirea Boliviei în cadrul Națiunilor Unite este anunțată deopotrivă starea de război a Boliviei cu țările Axei, implicit cu România. Cu toate acestea, Bolivia nu este semnatară a Tratatului de Pace cu România. |
| 7 septembrie 1944 | Ungaria                    | Dacă la data de 30 august Ungaria rupe relațiile diplomatice, la data de 7 septembrie ea declară starea de război cu România. |

## Erori comune
| Dată | Țară            | Explicații |
| ---- | --------------- | --- |
| 1877 | Imperiul Otoman | Nefiind independentă, România nu putea nici da nici primi o astfel de declarație. Modul de participare a României la război se încadrează în categoria „insurgență“. |
| 1918 | Imperiul German | România nu a declarat război Germaniei, ci doar a adresat un ultimatum trupelor germane, contra cărora a declanșat ostilitățile miltare la expirarea termenului acordat. |
| 1941 | URSS            | România nu a declarat război URSS, considerând că răspunde militar agresiunii sovietice din iunie 1940. Trecerea Nistrului, granița de stat în viziunea României, trebuia însă prefațată de o astfel de declarație, chiar dacă era sub forma Declarației Molotov din aprilie 1944. |
| 1941 | Marea Britanie  | Chiar dacă reprezentantul autorizat pentru relațiile cu diplomații străini, Regele Mihai, a susținut contrariul, România nu a declarat război nici Marii Britanii, nici dominioanelor acesteia.                                                                                    |